# Facundo Bacardí
Facundo Bacardí Massó (Sitges, 1813 - Santiago de Cuba, 9 de mayo de 1886) fue un empresario español.

## Biografía
Nació en Sitges, Cataluña, España, en octubre de 1813. Era hijo de Juan Bacardí, maestro de obra de La Secuita, Tarragona, instalado en Sitges, de donde era originaria su esposa, Máxima Massó. En 1828, como tantos otros jóvenes de la localidad, emigró a Santiago de Cuba, donde tenía ya varios familiares instalados, para trabajar en la tienda de Joan Colomé, amigo de su padre. Como tantos otros catalanes, Facundo se dedicó al comercio en la capital del oriente cubano, abriendo una tienda de lencería. En 1843 se casó con Amalia Victoria Moreau, hija de una familia de colonos franceses de Saint-Domingue que había llegado a la ciudad huyendo de la revolución de los esclavos haitianos de 1791-1804.
Arruinado a mediados de la década de 1840 debido al impago de varios clientes importantes, el matrimonio pudo resolver la difícil coyuntura económica debido a la herencia dejada por un tío de Amalia, en la que figuraban varios esclavos. En 1852 comenzó a experimentar con el proceso de destilación del ron para obtener una bebida más suave. Finalmente dio con una fórmula satisfactoria (inédita en el mercado) y tras adquirir una antigua destilería en Santiago, el 4 de febrero de 1862 fundó la empresa Bacardí (simbolizada por un murciélago) para fabricar y vender el nuevo producto. Sus hijos José, Emilio y Facundo colaboraron activamente en el negocio familiar. Los dos últimos apoyaron públicamente la insurrección independentista de 1868, lo que ocasionó que la empresa tuviera algunos problemas con las autoridades. Facundo, en cambio, era un acérrimo defensor de la soberanía española en Cuba, habiendo sido sargento en uno de los batallones de voluntarios creados en Santiago de Cuba en 1855.
El ron Bacardí obtuvo en 1876 la Medalla de Oro de la Exposición Universal de Filadelfia y posteriormente otros prestigiosos reconocimientos en Europa, Estados Unidos y Cuba. Ese mismo año Facundo Bacardí se retiró del negocio, dejándolo en manos de sus hijos, que más tarde, en la década de los 90, se asociarían con su cuñado Enrique Schueg, gracias a cuyo aporte de capital la empresa se expandió, aumentando las exportaciones y abriéndose a nuevos mercados.
Retirado ya de los negocios, Facundo Bacardí falleció el 9 de mayo de 1886 en Santiago de Cuba a los 72 años.

## Reconocimientos
En el Museo del Ron de Santiago de Cuba, inaugurado en 1996, existe una sala dedicada a Bacardí.
En el Paseo de la Ribera de Sitges, se inauguró en 2009 un monumento a Facundo Bacardí, obra del escultor Lorenzo Quinn.
Entre 2010 y 2021, funcionó un espacio museístico de Ron Bacardí dedicado al ron y a la figura de su fundador en el Mercado Viejo de Sitges.

## Galería

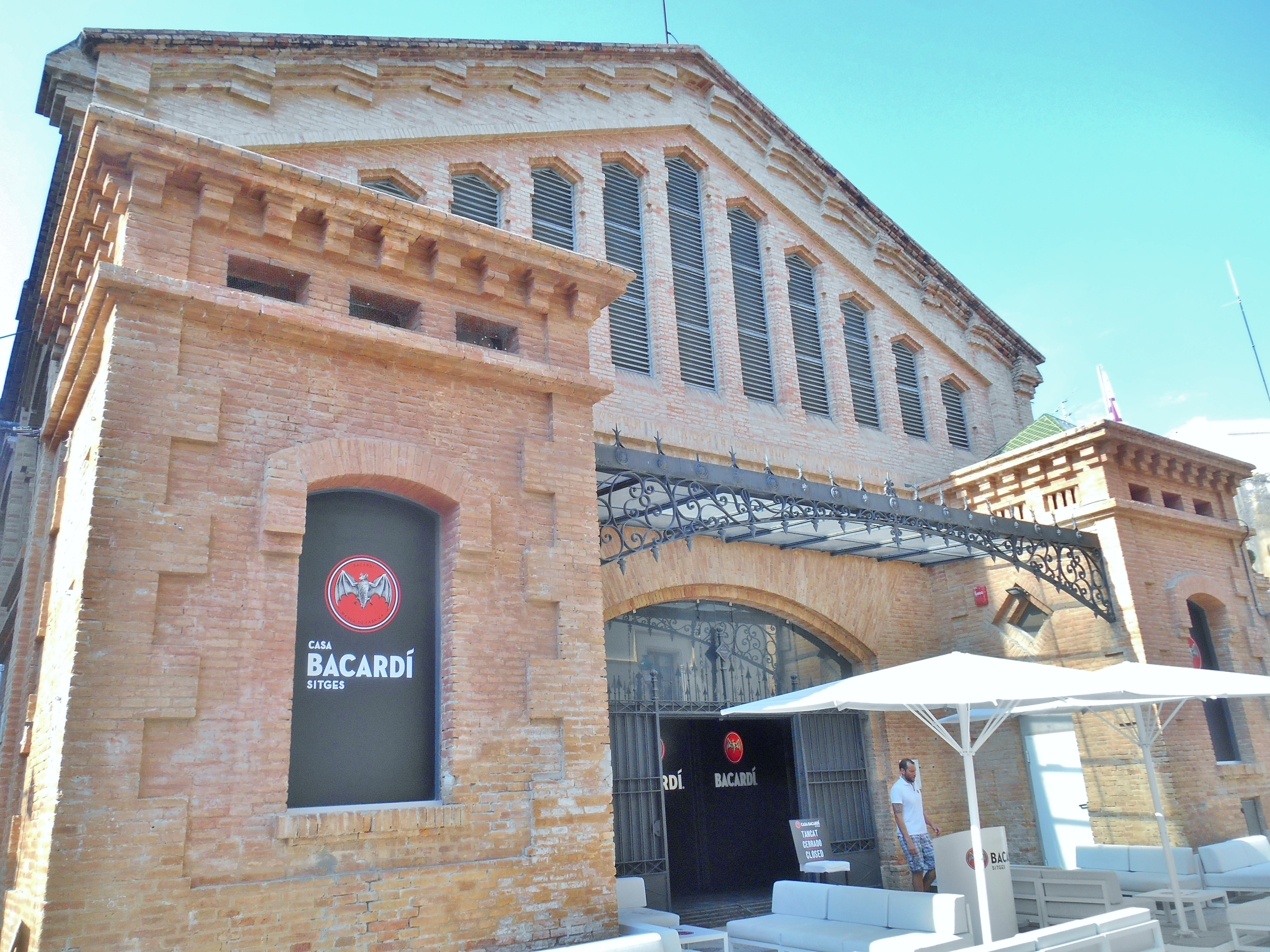
Casa Bacardí de Sitges (2010-2021)
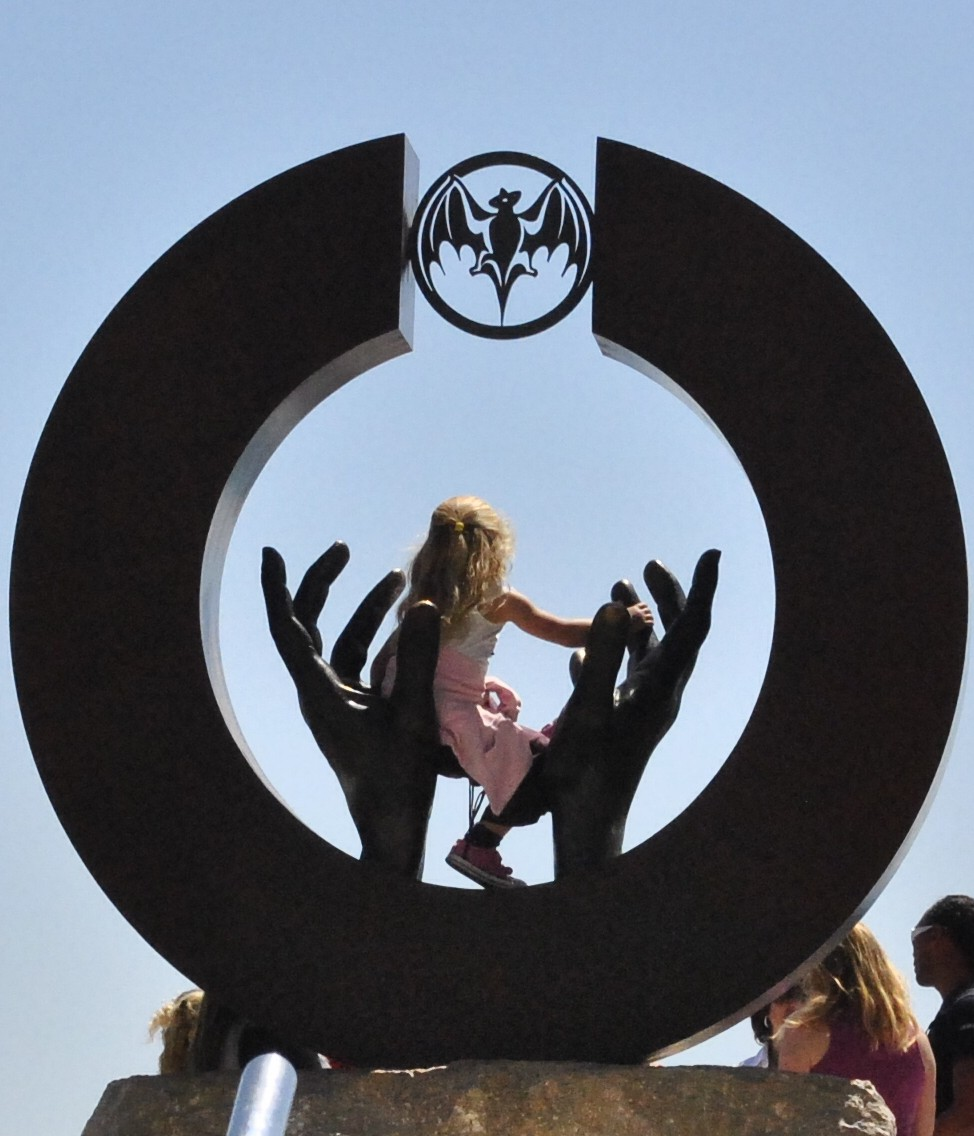
Monumento a Facundo Bacardí en Sitges (2009).
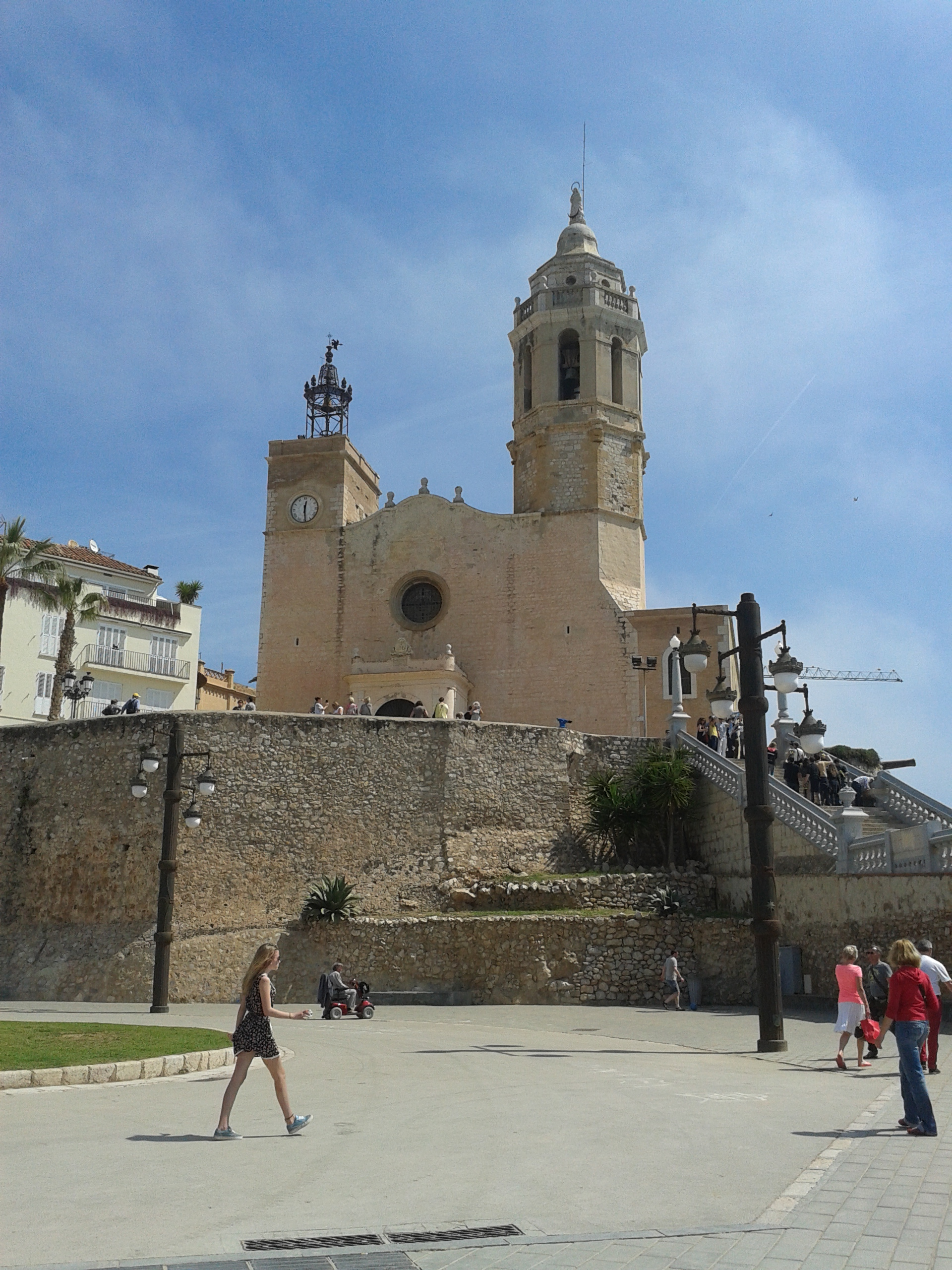
Parroquia de San Bartolomé y Santa Tecla (Sitges), en la que fue bautizado Facundo Bacardí en 1813.
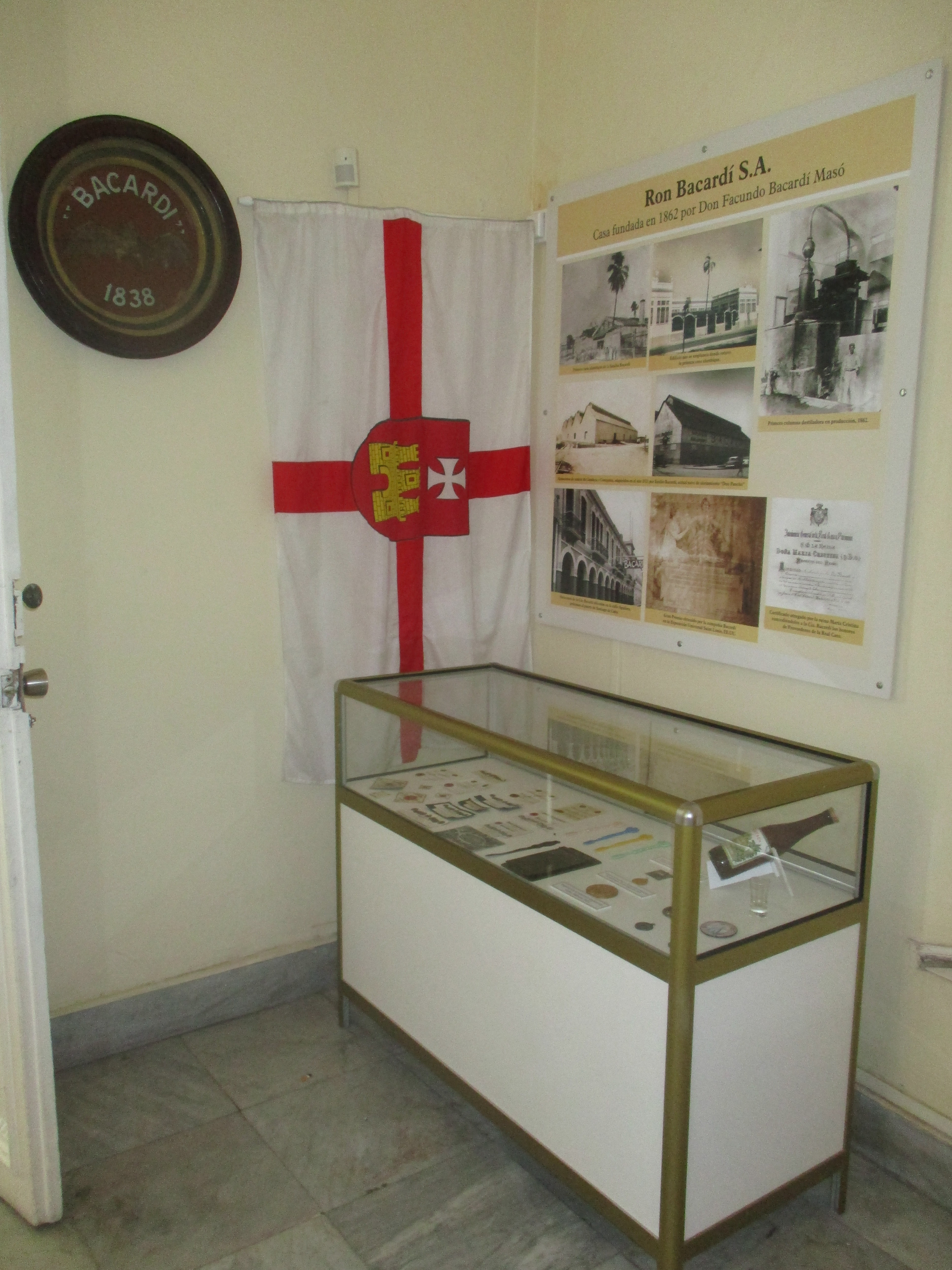
Espacio dedicado a Bacardí en el Museo del Ron (Santiago de Cuba).